# Округ Потавотоми (Канзас)
Округ Потавотоми (енгл. Pottawatomie County) је округ у америчкој савезној држави Канзас. По попису из 2010. године број становника је 21.604.

## Демографија
Према попису становништва из 2010. у округу је живело 21.604 становника, што је 3.395 (18,6%) становника више него 2000. године.
| Група             | 2000.          | 2010.          |
| Белци             | 17.288 (94,9%) | 19.690 (91,1%) |
| Афроамериканци    | 121 (0,7%)     | 227 (1,1%)     |
| Азијати           | 59 (0,3%)      | 144 (0,7%)     |
| Хиспаноамериканци | 411 (2,3%)     | 957 (4,4%)     |
| Укупно            | 18.209         | 21.604         |